# Swine, East Riding of Yorkshire
Swine är en ort och civil parish i Storbritannien.   Den ligger i kommunen East Riding of Yorkshire och riksdelen England, i den sydöstra delen av landet, 260 km norr om huvudstaden London. Swine ligger 5 meter över havet och antalet invånare är 139.
Terrängen runt Swine är mycket platt. Runt Swine är det tätbefolkat, med 276 invånare per kvadratkilometer. Närmaste större samhälle är Kingston upon Hull, 7,9 km sydväst om Swine. Runt Swine är det i huvudsak tätbebyggt.